# ATP Buenos Aires 1971 - Doppio
Il doppio del torneo di tennis ATP Buenos Aires 1971, facente parte della categoria Grand Prix, ha avuto come vincitori Željko Franulović e Ilie Năstase che hanno battuto in finale Patricio Cornejo e Jaime Fillol con il punteggio di 6–4, 6–4.

## Teste di serie
1. Assente

1. Assente

## Tabellone

### Legenda
| - Q = Qualificato - WC = Wild card - LL = Lucky loser | - ALT = Alternate - SE = Special Exempt - PR = Protected Ranking | - w/o = Walkover - r = Ritirato - d = Squalificato |

|  | Quarti di finale              | Quarti di finale              | Quarti di finale              | Quarti di finale | Quarti di finale |  |  | Semifinali                    | Semifinali                    | Semifinali                 | Semifinali                | Semifinali                |   |   | Finale                        | Finale                        | Finale                        | Finale | Finale |  |
|  |                               |                               |                               |                  |                  |  |  |                               |                               |                            |                           |                           |   |   |                               |                               |                               |        |        |  |
|  | Frank Froehling Stan Smith    | Frank Froehling Stan Smith    | 2                             | 6                | 6                |  |  |                               |                               |                            |                           |                           |   |   |                               |                               |                               |        |        |  |
|  | Lito Álvarez Tito Vázquez     | Lito Álvarez Tito Vázquez     | 6                             | 0                | 2                |  |  | Frank Froehling Stan Smith    | Frank Froehling Stan Smith    | 6                          | 5                         | 4                         |   |   |                               |                               |                               |        |        |  |
|  | Patricio Cornejo Jaime Fillol | Patricio Cornejo Jaime Fillol | Patricio Cornejo Jaime Fillol | 6                | 6                |  |  | Patricio Cornejo Jaime Fillol | Patricio Cornejo Jaime Fillol | 2                          | 7                         | 6                         |   |   |                               |                               |                               |        |        |  |
|  | F Mastelli                    | F Mastelli                    | F Mastelli                    | 3                | 2                |  |  |                               |                               |                            |                           |                           |   |   | Patricio Cornejo Jaime Fillol | Patricio Cornejo Jaime Fillol | Patricio Cornejo Jaime Fillol | 4      | 4      |  |
|  | P Rodríguez Eduardo Zuleta    | P Rodríguez Eduardo Zuleta    | P Rodríguez Eduardo Zuleta    | 6                | 6                |  |  |                               |                               | Z Franulović Ilie Năstase  | Z Franulović Ilie Năstase | Z Franulović Ilie Năstase | 6 | 6 |                               |                               |                               |        |        |  |
|  | Hugo Varela                   | Hugo Varela                   | Hugo Varela                   | 0                | 1                |  |  | P Rodríguez Eduardo Zuleta    | P Rodríguez Eduardo Zuleta    | P Rodríguez Eduardo Zuleta | 2                         | 2                         |   |   |                               |                               |                               |        |        |  |
|  | Z Franulović Ilie Năstase     | Z Franulović Ilie Năstase     | Z Franulović Ilie Năstase     | 6                | 6                |  |  | Z Franulović Ilie Năstase     | Z Franulović Ilie Năstase     | Z Franulović Ilie Năstase  | 6                         | 6                         |   |   |                               |                               |                               |        |        |  |
|  | István Gulyás Milan Holeček   | István Gulyás Milan Holeček   | István Gulyás Milan Holeček   | 2                | 3                |  |  |                               |                               |                            |                           |                           |   |   |                               |                               |                               |        |        |  |